# Empire State Plaza

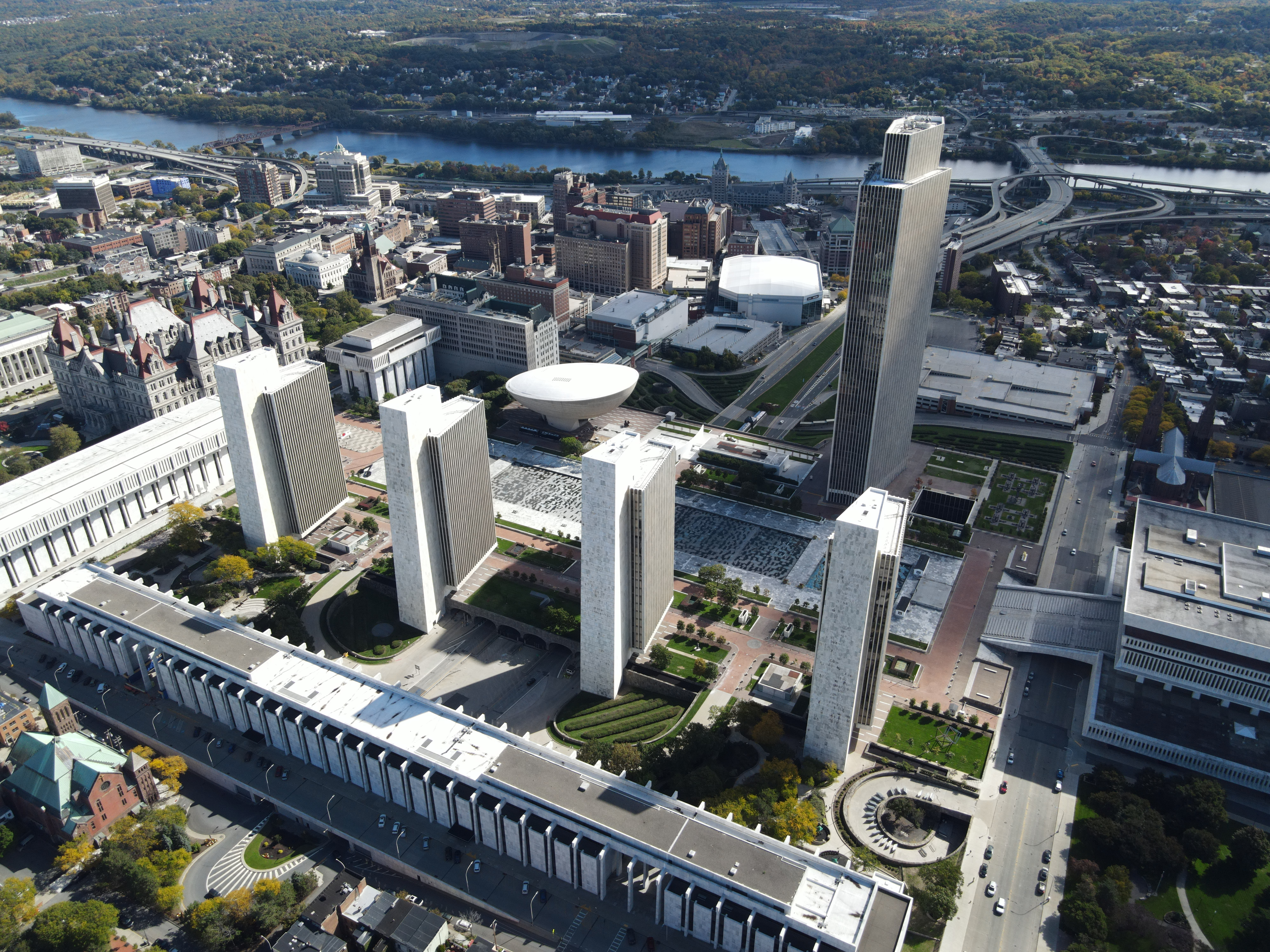
Empire State Plaza från luften i nordostlig riktning. I bakgrunden syns Hudsonfloden.

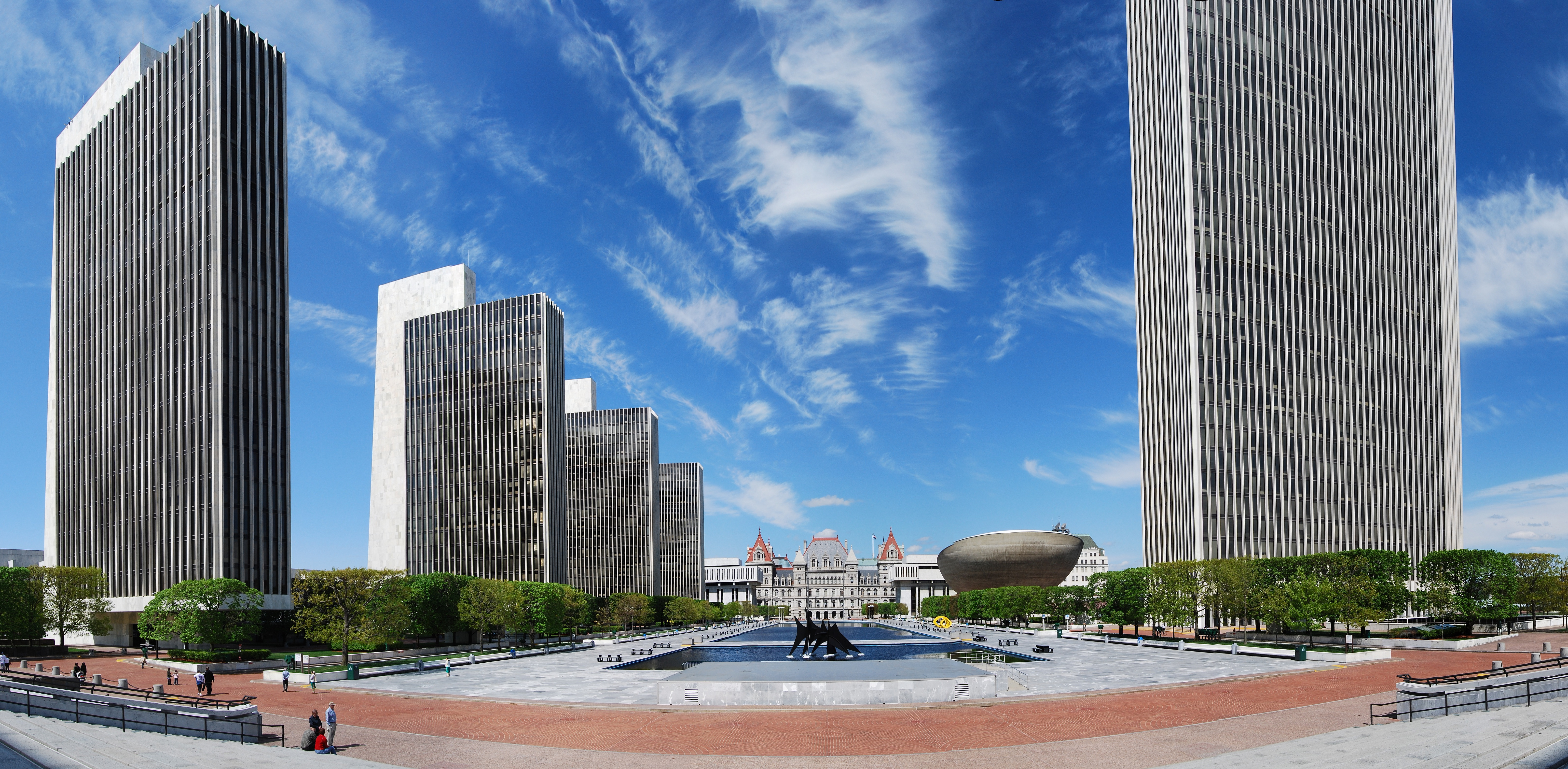
Vy från marknivå med New York State Capitol rakt fram.

Empire State Plaza (formellt: Governor Nelson A. Rockefeller Empire State Plaza, även informellt kallat för South Mall) är ett monumentalt byggnadskomplex och landmärke som är beläget i centrala Albany som är huvudstad för delstaten New York i USA. Empire State är ett smeknamn för delstaten New York.
Det hela byggdes mellan 1965 och 1976 i internationell och modernistisk stil på initiativ av New Yorks guvernör Nelson Rockefeller och med Wallace Harrison som dess arkitekt. Anläggningen uppfördes söder om byggnaden för New Yorks lagstiftande församling (från 1899) och inhyser en mängd av delstatsstyrets myndigheter och kulturinstitutioner. 
Anläggningen ägs av delstaten och förvaltas genom dess Office of General Services (OGS).

## Historik
Initiativet kom från dåvarande guvernören Nelson Rockefeller efter ett besök av drottning Juliana av Nederländerna för att högtidlighålla minnet av Nya Nederländerna. Rockefeller skämdes för hur ruffig staden såg ut och trodde att drottningen hade nog förväntat sig något mer storslaget. Tillsammans med vännen och arkitekten Wallace Harrison, som dessförinnan ritat Rockefeller Center i New York, började de skissa. Inspirationskällor var Brasília, Chandigarh och slottet i Versailles. Avsikten var både att skapa ett storskaligt landmärke som skulle kunna ses från andra sidan av Hudsonfloden, liksom att befästa Albanys roll som delstatens huvudstad.
Finansiering var ett initialt problem, då ett projekt av storleken hade krävt en folkomröstning i delstaten, och där risken fanns att väljarna röstade nej. Med hjälp av Albanys borgmästare Erastus Corning utfärdades istället statspapper i Albany Countys namn istället för delstaten New York. Delstaten återbetalade stegvis countyts lån fram till 2001. Projektet var kontroversiellt då det innebar tvångsexpropriation (engelska: eminent domain) av 1 200 byggnader i centrala Albany på en markyta om cirka 50 hektar, flera förseningar samt en totalkostnad på över 2 miljarder amerikanska dollar i dåtidens penningvärde.
Själva torget invigdes 1973, men det underjordiska mezzaninplanet med affärer öppnade tre år senare. Den högsta byggnaden i anläggningen är Erastus Corning Tower som med 44 våningar och 180 meters höjd är den högsta byggnaden i delstaten utanför Manhattan. Scenkonstbyggnaden The Egg öppnade i maj 1978.

## Referenser

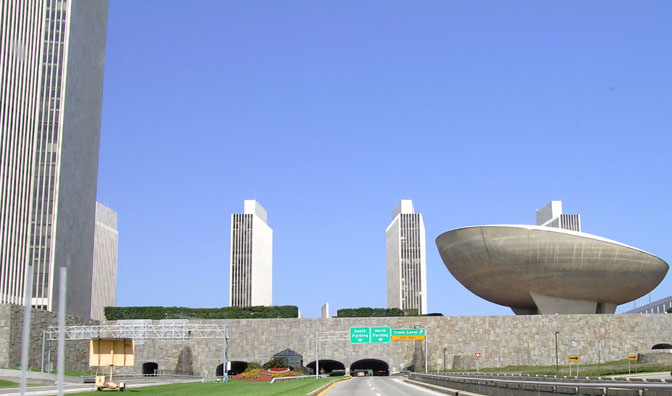
Vy från South Mall Expressway västerut. Till höger ses scenkonstbyggnaden The Egg.